# Dribling
U nogometu, košarci i vaterpolu, dribling (eng. dribbling) odnosi se na manevriranje loptom u blizini protivnika korištenjem nogu (nogomet), rukama (košarka) ili vaterpolskim potezima na površini vode. Svrha driblinga je omogućavanje prolaska pored protivnika na dozvoljen način i stvaranje prilike za zabijanjem gola.

## Nogomet
U nogometu, dribling je jedan od najtežih sposobnosti za naučiti, a istodobno i jedan od najkorisnijih poteza u napadu. U tipičnoj utakmici igrači se kreću igralištem prema protivničkom golu s loptom u posjedu na način da je dodaju između sebe zadržavajući je u posjedu ili driblingom.
Sposobnost driblanja je od neprocjenjive vrijednosti u nogometu, pogotovo u napadačkom dijelu igrališta, blizu protivničkoga gola ili na krilima, mjesta odakle dolazi većina akcija. Uspješno izvedeni dribling eliminira protivnika i stvara prostor za prilazak protivničkom golu, te eventualno pucanje. No, neuspješno izvedeni dribling kojeg zaustavi protivnički branič dovodi do otvaranja prostora za protivničku akciju i eventualni kontranapad koji stvara veliku mogućnost protivničkoj momčadi da zabije gol.
Kada se pravilno koristi, dobrom dribleru teško je oduzeti loptu; neuspješna uklizavanja koja ne dosegnu loptu mogu rezultirati korisnim slobodnim udarcem i kartonom (žutim ili crvenim) za protivnika, ako je uklizavanje bilo grubo.

## Košarka
U košarci, dribling je dozvoljena metoda napredovanja s loptom u posjedu i u suprotnosti je s međusobnim dodavanjem lopte između suigrača. Sastoji se od stalnog odbacivanja lopte od poda prilikom hodanja ili trčanja s loptom u posjedu unutar granica igrališta.
Originalna Naismithova pravila nisu uopće govorila o driblingu, već se samo spominjalo da je dodavanje lopte dozvoljeni način napredovanja s njom. Igrači su ubrzo sami razvili vlastitu metodu dodavanja lopte samim sebima, čemu se Naismith divio zbog jednostavnosti. To dodavanje samom sebi razvilo se u danas općepoznati košarkaški dribling.
Dribling omogućuje mnogo brže napredovanje lopte nego dodavanjem, što automatski znači i više prilika za postizanje koševa. No, dribling omogućuje lukavom i brzom protivničkom igraču mogućnost krađe lopte dok je lopta u zraku, tj. između poda i ruke driblera. Nakon što igrač prestane driblati i uhvati loptu, mora dodati loptu drugom igraču ili pucati prema košu; ako igrač nakon driblanja uhvati loptu i nastavi se kretati bez dodavanja ili pucanja prema košu, sudac će oduzeti posjed lopte toj momčadi zbog dvostrukog vođenja ili koraka, te će je dodijeliti protivničkoj momčadi. 
Nadareni dribleri driblaju nisko od poda u svrhu smanjenja rizika od krađe lopte. Osim toga, dobri dribleri driblaju iza leđa, kroz noge i često mijenjaju ruku kojom driblaju, što otežava protivniku obranu, te otvara prostor za pucanje prema košu ili korisno dodavanje suigraču.

## Vaterpolo
U vaterpolu dribling je tehnika pomicanja lopte plivanjem prema naprijed s rukama koje usmjeravaju loptu. Pošto je kontakt s loptom minimalan, to dovodi do prednosti za igrača koji dribla loptom; branič ne smije raditi kontakt s driblerom osim ako dribler ne dira loptu.